# Pastel de aguacate
El pastel de aguacate es un postre que se prepara utilizando el aguacate como ingrediente principal, junto con otros ingredientes típicos del bizcocho. Los aguacates se pueden utilizar como ingrediente en masa o como aderezo.

## Descripción general
El aguacate es un ingrediente principal del pastel de aguacate, junto con otros ingredientes típicos del pastel. Se pueden utilizar muchas variedades de aguacates. El pastel de aguacate puede tener un sutil sabor a aguacate impregnado en el plato. El puré de aguacate se puede utilizar como ingrediente en la masa y en glaseados y aderezos para pasteles. Se puede usar aguacate en rodajas para cubrirlo o adornarlo, al igual que otros ingredientes como la ralladura de frutas cítricas.
Los ingredientes adicionales utilizados pueden incluir yogur, suero de mantequilla, pasas, dátiles, nueces, avellanas, pimienta dioica, canela y nuez moscada, entre otros. Se puede usar jugo de limón sobre el aguacate para evitar que se oscurezca. El pastel de aguacate se puede preparar como plato vegetariano y vegano. El pastel de chocolate y los panqueques se pueden preparar con aguacate como ingrediente de la masa.

## Variaciones

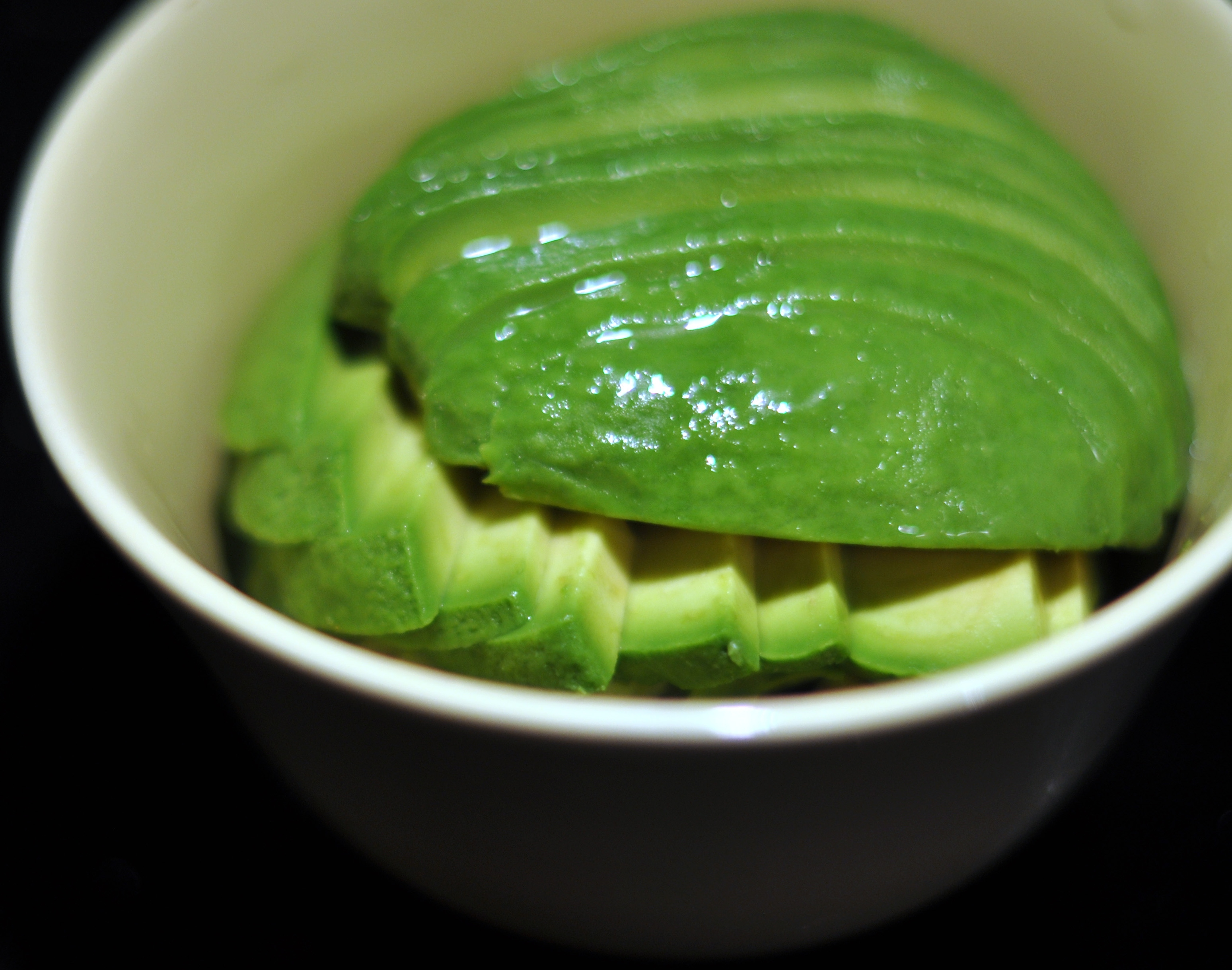
El aguacate es un ingrediente principal en el pastel de aguacate.

### Pastel de aguacate crudo
El pastel de aguacate se puede preparar crudo usando aguacates crudos y otros ingredientes crudos, que se mezclan hasta obtener una consistencia suave y luego se enfrían. Se puede utilizar un procesador de alimentos para mezclar los ingredientes. El pastel de aguacate crudo preparado con una cantidad significativa de aguacate puede contener cantidades sustanciales de vitamina E y ácidos grasos esenciales, que se derivan del aguacate.

### Brownies de aguacate
Los brownies de aguacate son brownies preparados con aguacate como ingrediente principal. El uso de aguacates demasiado maduros puede contribuir a la consistencia pegajosa y dulce del plato. Se pueden usar frijoles negros en el plato y como reemplazo de la harina.

### Tarta de queso con aguacate
La tarta de queso con aguacate es un estilo de tarta de queso que se prepara con aguacate como ingrediente principal. En su preparación se pueden utilizar aguacates crudos, y puede tener una textura y consistencia cremosa. La tarta de queso con aguacate apareció en un episodio del programa de televisión MasterChef en marzo de 2015. 

## Coberturas para pasteles a base de aguacate
Los pasteles de aguacate se pueden cubrir con un fool a base de aguacate. Un fool es una mezcla de frutas prensadas o puré de frutas que se mezcla con nata o natillas. El término "fool" data del siglo XVI y era sinónimo de "algo insignificante y de poca importancia".
Algunos bizcochos de leche se pueden cubrir con fool de aguacate, un alimento de la cocina de Sri Lanka. El fool de aguacate se puede preparar con aguacate, nata, azúcar y jugo de limón. También se puede añadir ron. El fool de aguacate puede tener una textura y un sabor cremosos.